# Bārāmati
Bārāmati är en ort i Indien.   Den ligger i distriktet Pune och delstaten Maharashtra, i den sydvästra delen av landet, 1 200 km söder om huvudstaden New Delhi. Bārāmati ligger 552 meter över havet och antalet invånare är 53 919.
Terrängen runt Bārāmati är platt, och sluttar söderut. Runt Bārāmati är det tätbefolkat, med 276 invånare per kvadratkilometer. Trakten runt Bārāmati består till största delen av jordbruksmark.